# Campeonato Sul-Americano de Futebol Sub-20 de 2017
O Campeonato Sul-Americano de Futebol Sub-20 de 2017 (espanhol: Campeonato Sudamericano Sub-20 Juventud de América Ecuador 2017) foi 28ª edição da competição organizada pela Confederação Sul-Americana de Futebol (CONMEBOL) para jogadores com até 20 anos de idade. O evento foi realizado no Equador entre os dias 18 de janeiro e 11 de fevereiro.
As quatro equipes melhores colocadas no Sul-Americano classificaram-se para a Copa do Mundo FIFA Sub-20 de 2017, a se realizar na Coreia do Sul.
O Uruguai conquistou o seu oitavo título na categoria, o primeiro desde 1981, ao vencer o Equador na última rodada da fase final por 2–1. As duas equipes se classificaram ao mundial sub-20 junto com a Venezuela e a Argentina.

## Equipes participantes
Todas as dez equipes filiadas a CONMEBOL participaram do evento:
| - Argentina (atual campeã) - Bolívia - Brasil - Chile - Colômbia | - Equador (anfitrião) - Paraguai - Peru - Uruguai - Venezuela |

## Sedes
Um total de quatro estádios foram utilizados no campeonato. Inicialmente seriam cinco, mas o Estádio La Cocha da cidade de Latacunga foi retirado da competição por não cumprir as especificações definidas pela comissão organizadora.
| Ambato                       | Quito Ambato Riobamba IbarraCampeonato Sul-Americano de Futebol Sub-20 de 2017 (Equador) | Quito Ambato Riobamba IbarraCampeonato Sul-Americano de Futebol Sub-20 de 2017 (Equador) | Quito                      |
| Estádio Bellavista           | Quito Ambato Riobamba IbarraCampeonato Sul-Americano de Futebol Sub-20 de 2017 (Equador) | Quito Ambato Riobamba IbarraCampeonato Sul-Americano de Futebol Sub-20 de 2017 (Equador) | Estádio Olímpico Atahualpa |
| Capacidade: 16 647           | Quito Ambato Riobamba IbarraCampeonato Sul-Americano de Futebol Sub-20 de 2017 (Equador) | Quito Ambato Riobamba IbarraCampeonato Sul-Americano de Futebol Sub-20 de 2017 (Equador) | Capacidade: 38 500         |
|                              | Quito Ambato Riobamba IbarraCampeonato Sul-Americano de Futebol Sub-20 de 2017 (Equador) | Quito Ambato Riobamba IbarraCampeonato Sul-Americano de Futebol Sub-20 de 2017 (Equador) |                            |
| Riobamba                     | Quito Ambato Riobamba IbarraCampeonato Sul-Americano de Futebol Sub-20 de 2017 (Equador) | Quito Ambato Riobamba IbarraCampeonato Sul-Americano de Futebol Sub-20 de 2017 (Equador) | Ibarra                     |
| Estádio Olímpico de Riobamba | Quito Ambato Riobamba IbarraCampeonato Sul-Americano de Futebol Sub-20 de 2017 (Equador) | Quito Ambato Riobamba IbarraCampeonato Sul-Americano de Futebol Sub-20 de 2017 (Equador) | Estádio Olímpico de Ibarra |
| Capacidade: 20 000           | Quito Ambato Riobamba IbarraCampeonato Sul-Americano de Futebol Sub-20 de 2017 (Equador) | Quito Ambato Riobamba IbarraCampeonato Sul-Americano de Futebol Sub-20 de 2017 (Equador) | Capacidade: 17 300         |
|                              | Quito Ambato Riobamba IbarraCampeonato Sul-Americano de Futebol Sub-20 de 2017 (Equador) | Quito Ambato Riobamba IbarraCampeonato Sul-Americano de Futebol Sub-20 de 2017 (Equador) |                            |

## Sorteio
O sorteio iria ser realizado em 30 de novembro de 2016, em Montevidéu, durante o Congresso da Confederação Sul-Americana de Futebol, mas devido ao acidente com o voo 2933 da LaMia onde estava a equipe da Chapecoense, o sorteio foi adiado. A CONMEBOL decidiu mudar a realização do sorteio para 7 de dezembro de 2016 às 11:00 na sede da entidade em Luque, no Paraguai. O Departamento de competições da CONMEBOL determinou os seguintes emparelhamentos para o sorteio:
| Cabeças de chave  | Pote 2           | Pote 3      | Pote 4             | Pote 5        |
| ----------------- | ---------------- | ----------- | ------------------ | ------------- |
| Equador Argentina | Colômbia Uruguai | Brasil Peru | Paraguai Venezuela | Chile Bolívia |

Logo após o sorteio os grupos foram formados da seguinte maneira:
| Grupo A                                | Grupo B                                  |
| -------------------------------------- | ---------------------------------------- |
| Equador Colômbia Brasil Paraguai Chile | Argentina Uruguai Peru Venezuela Bolívia |

## Convocações
Cada time enviou uma lista com 23 jogadores, sendo que três obrigatoriamente precisavam ser goleiros.

## Árbitros
A Comissão de Árbitros da CONMEBOL selecionou dez árbitros, vinte assistentes e dois de suporte para o torneio.
| Árbitros             | Assistentes                                  |
| -------------------- | -------------------------------------------- |
| ARG Darío Herrera    | ARG Diego Bonfá ARG Cristian Navarro         |
| BOL Gery Vargas      | BOL Juan Pablo Montaño BOL José Antelo       |
| BRA Anderson Daronco | BRA Rodrigo Correa BRA Guilherme Dias Camilo |
| CHI Roberto Tobar    | CHI Raúl Orellana CHI José Retamal           |
| COL Gustavo Murillo  | COL Humberto Clavijo COL Alexander León      |

| Árbitros                                     | Assistentes                               |
| -------------------------------------------- | ----------------------------------------- |
| ECU Carlos Orbe ECU Guillermo Guerrero [Ar]  | ECU Juan Carlos Macías ECU Flavio Nall    |
| PAR Mario Díaz de Vivar                      | PAR Milcíades Saldívar PAR Darío Gaona    |
| PER Diego Haro                               | PER Raúl López Cruz PER Víctor Ráez       |
| URU Johnatan Fuentes                         | URU Richard Trinidad URU Gabriel Popovits |
| VEN Jesús Valenzuela VEN José Luis Hoyo [Ar] | VEN Jorge Urrego VEN Franchescoly Chacón  |

- Ar   Árbitro de suporte

## Fase de grupos
Todas as partidas seguem o fuso horário do Equador (UTC−5).

### Grupo A
| Pos. | Seleção  | P | J | V | E | D | GP | GC | SG |
| ---- | -------- | - | - | - | - | - | -- | -- | -- |
| 1    | Equador  | 7 | 4 | 2 | 1 | 1 | 7  | 6  | +1 |
| 2    | Colômbia | 7 | 4 | 2 | 1 | 1 | 6  | 5  | +1 |
| 3    | Brasil   | 7 | 4 | 2 | 1 | 1 | 4  | 3  | +1 |
| 4    | Paraguai | 4 | 4 | 1 | 1 | 2 | 6  | 7  | –1 |
| 5    | Chile    | 2 | 4 | 0 | 2 | 2 | 2  | 4  | –2 |

| 18 de janeiro | Colômbia  | 1 – 1     | Paraguai        | Estádio Olímpico de Riobamba, Riobamba |
| 17:00         | Ceter 88' | Relatório | S. Ferreira 80' | Árbitro: PER Diego Haro                |

| 18 de janeiro | Equador | 0 – 1     | Brasil           | Estádio Olímpico de Riobamba, Riobamba |
| 19:15         |         | Relatório | Felipe Vizeu 51' | Árbitro: URU Jonhatan Fuentes          |

| 20 de janeiro | Brasil | 0 – 0     | Chile | Estádio Olímpico de Riobamba, Riobamba |
| 17:00         |        | Relatório |       | Árbitro: VEN Jesús Valenzuela          |

| 20 de janeiro | Equador                                                          | 4 – 3     | Colômbia                              | Estádio Olímpico de Riobamba, Riobamba |
| 19:15         | Estupiñán 40' · Quintero 51' · Cabezas 55' (pen) · Caicedo 90+1' | Relatório | Ceter 6' · Obregón 37' · Valencia 73' | Árbitro: ARG Darío Herrera             |

| 22 de janeiro | Brasil                                                 | 3 – 2     | Paraguai              | Estádio Bellavista, Ambato |
| 14:45         | Matheus Sávio 38' · Richarlison 56' · Felipe Vizeu 64' | Relatório | Medina 79' (pen), 90' | Árbitro: ARG Darío Herrera |

| 22 de janeiro | Equador        | 1 – 1     | Chile           | Estádio Bellavista, Ambato |
| 16:45         | Jor. Sierra 6' | Relatório | Jos. Sierra 79' | Árbitro: PER Diego Haro    |

| 24 de janeiro | Paraguai               | 2 – 1     | Chile    | Estádio Olímpico de Riobamba, Riobamba |
| 17:00         | Báez 32' · Paredes 90' | Relatório | Jara 81' | Árbitro: URU Jonhatan Fuentes          |

| 24 de janeiro | Colômbia     | 1 – 0     | Brasil | Estádio Olímpico de Riobamba, Riobamba |
| 19:15         | Valencia 86' | Relatório |        | Árbitro: BOL Gery Vargas               |

| 26 de janeiro | Colômbia    | 1 – 0     | Chile | Estádio Olímpico de Riobamba, Riobamba |
| 17:00         | Valencia 4' | Relatório |       | Árbitro: VEN Jesús Valenzuela          |

| 26 de janeiro | Equador               | 2 – 1     | Paraguai | Estádio Olímpico de Riobamba, Riobamba |
| 19:15         | Corozo 19' · Lino 21' | Relatório | Báez 46' | Árbitro: ARG Darío Herrera             |

### Grupo B
| Pos. | Seleção   | P | J | V | E | D | GP | GC | SG |
| ---- | --------- | - | - | - | - | - | -- | -- | -- |
| 1    | Uruguai   | 8 | 4 | 2 | 2 | 0 | 8  | 3  | +5 |
| 2    | Argentina | 6 | 4 | 1 | 3 | 0 | 9  | 5  | +4 |
| 3    | Venezuela | 4 | 4 | 0 | 4 | 0 | 1  | 1  | 0  |
| 4    | Bolívia   | 4 | 4 | 1 | 1 | 2 | 3  | 8  | –5 |
| 5    | Peru      | 2 | 4 | 0 | 2 | 2 | 2  | 6  | −4 |

| 19 de janeiro | Uruguai | 0 – 0     | Venezuela | Estádio Olímpico de Ibarra, Ibarra |
| 17:00         |         | Relatório |           | Árbitro: CHI Roberto Tobar         |

| 19 de janeiro | Argentina        | 1 – 1     | Peru       | Estádio Olímpico de Ibarra, Ibarra |
| 19:15         | La. Martínez 11' | Relatório | Siucho 89' | Árbitro: ECU Carlos Orbe           |

| 21 de janeiro | Peru | 0 – 2     | Bolívia                    | Estádio Olímpico de Ibarra, Ibarra |
| 17:00         |      | Relatório | Monteiro 54' · Miranda 88' | Árbitro: COL Gustavo Murillo       |

| 21 de janeiro | Argentina                          | 3 – 3     | Uruguai                                                | Estádio Olímpico de Ibarra, Ibarra |
| 19:15         | Torres 23', 73' · Rogel 88' (g.c.) | Relatório | Amaral 3' · De La Cruz 45+2' (pen) · Schiappacasse 81' | Árbitro: BRA Anderson Daronco      |

| 23 de janeiro | Peru       | 1 – 1     | Venezuela   | Estádio Olímpico de Ibarra, Ibarra |
| 17:00         | Siucho 55' | Relatório | Herrera 88' | Árbitro: BRA Anderson Daronco      |

| 23 de janeiro | Argentina                                                     | 5 – 1     | Bolívia     | Estádio Olímpico de Ibarra, Ibarra |
| 19:15         | Torres 22', 42' · Mansilla 35' · Conechny 54' · Rodríguez 68' | Relatório | R. Vaca 70' | Árbitro: PAR Mario Díaz de Vivar   |

| 25 de janeiro | Venezuela | 0 – 0     | Bolívia | Estádio Olímpico de Ibarra, Ibarra |
| 17:00         |           | Relatório |         | Árbitro: ECU Carlos Orbe           |

| 25 de janeiro | Uruguai                             | 2 – 0     | Peru | Estádio Olímpico de Ibarra, Ibarra |
| 19:15         | Amaral 8' (pen) · Schiappacasse 63' | Relatório |      | Árbitro: CHI Roberto Tobar         |

| 27 de janeiro | Uruguai                                | 3 – 0     | Bolívia | Estádio Olímpico de Ibarra, Ibarra |
| 17:00         | Rogel 17' · Bentancur 43' · Amaral 82' | Relatório |         | Árbitro: COL Gustavo Murillo       |

| 27 de janeiro | Argentina | 0 – 0     | Venezuela | Estádio Olímpico de Ibarra, Ibarra |
| 19:15         |           | Relatório |           | Árbitro: PAR Mario Díaz de Vivar   |

## Fase final
| Pos. | Seleção   | P  | J | V | E | D | GP | GC | SG |
| ---- | --------- | -- | - | - | - | - | -- | -- | -- |
| 1    | Uruguai   | 12 | 5 | 4 | 0 | 1 | 10 | 5  | +5 |
| 2    | Equador   | 7  | 5 | 2 | 1 | 2 | 11 | 8  | +3 |
| 3    | Venezuela | 7  | 5 | 2 | 1 | 2 | 8  | 6  | +2 |
| 4    | Argentina | 7  | 5 | 2 | 1 | 2 | 6  | 9  | –3 |
| 5    | Brasil    | 6  | 5 | 1 | 3 | 1 | 6  | 6  | 0  |
| 6    | Colômbia  | 2  | 5 | 0 | 2 | 3 | 2  | 9  | –7 |

| 30 de janeiro | Colômbia            | 1 – 1     | Venezuela   | Estádio Olímpico Atahualpa, Quito |
| 16:00         | Hernández 85' (pen) | Relatório | Soteldo 35' | Árbitro: URU Jonhatan Fuentes     |

| Colômbia | Venezuela |

| 30 de janeiro | Uruguai                                   | 3 – 0     | Argentina | Estádio Olímpico Atahualpa, Quito |
| 18:15         | De La Cruz 37' · Olivera 40' · Amaral 61' | Relatório |           | Árbitro: PER Diego Haro           |

| Uruguai | Argentina |

| 30 de janeiro | Equador                                   | 2 – 2     | Brasil                           | Estádio Olímpico Atahualpa, Quito |
| 20:30         | Jaramillo 69' (pen) · Estupiñán 77' (pen) | Relatório | Guilherme Arana 14' · Maycon 24' | Árbitro: PAR Mario Díaz de Vivar  |

| Equador | Brasil |

| 2 de fevereiro | Colômbia      | 1 – 2     | Argentina                | Estádio Olímpico Atahualpa, Quito |
| 16:00          | Hernández 56' | Relatório | Torres 1' · La. Martínez | Árbitro: BRA Anderson Daronco     |

| Colômbia | Argentina |

| 2 de fevereiro | Uruguai                 | 2 – 1     | Brasil              | Estádio Olímpico Atahualpa, Quito |
| 18:15          | Amaral 59' · Viña 90+1' | Relatório | Guilherme Arana 23' | Árbitro: ARG Darío Herrera        |

| Uruguai | Brasil |

| 2 de fevereiro | Equador                                   | 2 – 4     | Venezuela                                                  | Estádio Olímpico Atahualpa, Quito |
| 20:30          | Estupiñán 87' (pen) · Cabezas 90+7' (pen) | Relatório | Herrera 39' · Soteldo 52' (pen) · Chacón 55' · Córdova 63' | Árbitro: CHI Roberto Tobar        |

| Equador | Venezuela |

| 5 de fevereiro | Brasil           | 1 – 0     | Venezuela | Estádio Olímpico Atahualpa, Quito |
| 16:00          | Felipe Vizeu 88' | Relatório |           | Árbitro: PER Diego Haro           |

| Brasil | Venezuela |

| 5 de fevereiro | Uruguai                                               | 3 – 0     | Colômbia | Estádio Olímpico Atahualpa, Quito |
| 18:15          | Waller 40' · Schiappacasse 64' · De La Cruz 82' (pen) | Relatório |          | Árbitro: PAR Mario Díaz de Vivar  |

| Uruguai | Colômbia |

| 5 de fevereiro | Equador                                         | 3 – 0     | Argentina | Estádio Olímpico Atahualpa, Quito |
| 20:30          | Estupiñán 39' (pen) · Caicedo 57' · Cabezas 62' | Relatório |           | Árbitro: BOL Gery Vargas          |

| Equador | Argentina |

| 8 de fevereiro | Equador                        | 3 – 0     | Colômbia | Estádio Olímpico Atahualpa, Quito |
| 16:00          | Cabezas 49', 82' · Caicedo 62' | Relatório |          | Árbitro: ARG Darío Herrera        |

| Equador | Colômbia |

| 8 de fevereiro | Uruguai | 0 – 3     | Venezuela                                         | Estádio Olímpico Atahualpa, Quito |
| 18:15          |         | Relatório | Mejías 67' · Soteldo 70' (pen) · Chacón 75' (pen) | Árbitro: BOL Gery Vargas          |

| Uruguai | Venezuela |

| 8 de fevereiro | Brasil                                  | 2 – 2     | Argentina                         | Estádio Olímpico Atahualpa, Quito |
| 20:30          | Richarlison 9' · Felipe Vizeu 65' (pen) | Relatório | Mansilla 25' · La. Martínez 90+4' | Árbitro: CHI Roberto Tobar        |

| Brasil | Argentina |

| 11 de fevereiro | Argentina             | 2 – 0     | Venezuela | Estádio Olímpico Atahualpa, Quito |
| 15:30           | La. Martínez 42', 45' | Relatório |           | Árbitro: PAR Mario Díaz de Vivar  |

| Argentina | Venezuela |

| 11 de fevereiro | Colômbia | 0 – 0     | Brasil | Estádio Olímpico Atahualpa, Quito |
| 17:45           |          | Relatório |        | Árbitro: BOL Gery Vargas          |

| Colômbia | Brasil |

| 11 de fevereiro | Equador  | 1 – 2     | Uruguai        | Estádio Olímpico Atahualpa, Quito |
| 20:00           | Lino 65' | Relatório | Ardaiz 4', 25' | Árbitro: CHI Roberto Tobar        |

| Equador | Uruguai |

## Premiação
| Campeonato Sul-Americano Sub-20 de 2017 |
| Uruguai                                 |
| --------------------------------------- |
| URUGUAI Campeão (8º título)             |

## Artilharia
| 5 gols (4) - ARG Lautaro Martínez - ARG Marcelo Torres - ECU Bryan Cabezas - URU Rodrigo Amaral 4 gols (2) - BRA Felipe Vizeu - ECU Pervis Estupiñán 3 gols (5) - COL Ever Valencia - ECU Jordy Caicedo - URU Nicolás De La Cruz - URU Nicolás Schiappacasse - VEN Yeferson Soteldo 2 gols (12) - ARG Brian Mansilla - BRA Guilherme Arana - BRA Richarlison | 2 gols (continuação) - COL Damir Ceter - COL Juan Camilo Hernández - ECU Herlin Lino - PAR Jesús Medina - PAR Pedro Báez - PER Roberto Siucho - URU Joaquín Ardaiz - VEN Ronaldo Chacón - VEN Yangel Herrera 1 gol (23) - ARG Lucas Rodríguez - ARG Tomás Conechny - BOL Bruno Miranda - BOL Ramiro Vaca - BOL Ronaldo Monteiro - BRA Matheus Sávio - BRA Maycon - CHI Ignacio Jara | 1 gol (continuação) - CHI José Sierra - COL Jorge Obregón - ECU Joel Quintero - ECU Jordan Sierra - ECU Renny Jaramillo - ECU Washington Corozo - PAR Cristhian Paredes - PAR Sebastián Ferreira - URU Agustín Rogel - URU Facundo Waller - URU Mathías Olivera - URU Matías Viña - URU Rodrigo Bentancur - VEN Josua Mejías - VEN Sergio Córdova Gol contra (1) - URU Agustín Rogel (para a Argentina) |